# Ołeksandr Kosenko
Ołeksandr Petrowycz Kosenko, ukr. Олександр Петрович Косенко, ros. Александр Петрович Косенко, Aleksandr Pietrowicz Kosienko (ur. 18 stycznia 1970 w Dnieprze) – ukraiński futsalowiec grający na pozycji napastnika, trener piłkarski.

## Kariera piłkarska
Wychowanek Szkoły Sportowej Dnipro-75 Dniepropetrowsk. W 1989 rozpoczął karierę piłkarską w składzie Rotoru Wołgograd, jednak grał tylko w drużynie rezerw. Po zakończeniu służby wojskowej zmienił piłkę nożną na futsal i zasilił skład Mechanizatora Dniepropetrowsk w 1993 roku. W 1996 przed rozwiązaniem Mechanizatora przeniósł się do MFK Łokomotyw Odessa. Latem 1998 został zaproszony do Zaporiżkoksu Zaporoże. W 2000 wyjechał do Rosji, gdzie bronił barw klubu Finpromko-Alfa Jekaterynburg. Latem 2002 przeszedł do MFK Szachtar Donieck, skąd został wypożyczony do Tytanu Makiejewka. W 2005 wrócił do rodzimego miasta, gdzie został piłkarzem Budiwełu Dniepropetrowsk. W sezonie 2008/09 występował w klubie Płaneta-Mist Kijów, w którym zakończył karierę piłkarza. Potem jeszcze będąc trenerem Enerhii Lwów wychodził na boisko w składzie drugiej drużyny.
Wieloletni kapitan reprezentacji Ukrainy, za którą grał od 1995 roku - dwukrotny wicemistrz Europy, uczestnik Mistrzostw Świata 2004.

## Kariera trenerska
W 2010 rozpoczął karierę szkoleniowca. Najpierw trenował amatorski zespół Wybir Dniepropetrowsk. W kwietniu 2013 stał na czele Enerhii Lwów. 5 grudnia 2014 został mianowany na stanowisko głównego trenera narodowej reprezentacji Ukrainy w futsalu.

## Sukcesy i odznaczenia

### Sukcesy piłkarskie
reprezentacja Ukrainy
- wicemistrz Europy: 2001, 2003
- półfinalista mistrzostw świata: 1996

Mechanizator Dniepropetrowsk
- mistrz Ukrainy: 1994/95
- wicemistrz Ukrainy: 1995/96
- zdobywca Pucharu Ukrainy: 1994/95, 1995/96

MFK Łokomotyw Odessa
- mistrz Ukrainy: 1996/97, 1997/98
- zdobywca Pucharu Ukrainy: 1996/97, 1997/98

Zaporiżkoks Zaporoże
- wicemistrz Ukrainy: 1999/00
- brązowy medalista mistrzostw Ukrainy: 1998/99
- finalista Pucharu Ukrainy: 1999/00

Finpromko-Alfa Jekaterynburg
- zdobywca Pucharu Rosji: 2001
- zdobywca Pucharu Zdobywców Pucharów: 2001/02

MFK Szachtar Donieck
- mistrz Ukrainy: 2003/04, 2004/05
- wicemistrz Ukrainy: 2002/03
- zdobywca Pucharu Ukrainy: 2002/03, 2003/04
- finalista Pucharu Ukrainy: 2004/05
- finalista Superpucharu Ukrainy: 2005

### Sukcesy trenerskie
Enerhija Lwów
- wicemistrz Ukrainy: 2013/14
- brązowy medalista mistrzostw Ukrainy: 2012/13
- zdobywca Pucharu Ukrainy: 2012/13, 2013/14
- finalista Superpucharu Ukrainy: 2014

### Sukcesy indywidualne
- najlepszy futsalista mistrzostw Ukrainy: 1997, 1998
- członek Klubu Ołeksandra Jacenka: 423 goli (2. miejsce)

### Odznaczenia
- tytuł Zasłużonego Mistrza Sportu Ukrainy